# Josef Schwarz (Priester)
Josef Schwarz (* 9. März 1894 in Mölten; † 20. März 1980) war ein Südtiroler katholischer Priester und Lehrer, der sich auch als Heimatforscher betätigte.

## Leben und Wirken
Josef Schwarz wurde als siebtes von elf Kindern beim Unterwirt in Mölten geboren. Mit 13 Jahren äußerte er den Wunsch, Priester zu werden. Da die Eltern einwilligten, zog er nach Bozen ins damalige Studentenkonvikt Johanneum und besuchte dort das Franziskanergymnasium.
Durch den Ausbruch des Ersten Weltkrieges musste er das 8. Kursjahr vorzeitig abschließen und wurde zum Kriegsdienst eingezogen. Er wurde zum Leutnant befördert und bei Asiago verwundet. Schwarz erhielt die bronzene Tapferkeitsmedaille.
Nach dem Ersten Weltkrieg besuchte er das Collegium Germanikum und wechselte im Jahr darauf zum Studium der Theologie und Philosophie an das Priesterseminar in Brixen. Damals gehörte Mölten zur Diözese Trient und der deutsche Anteil der angehenden Theologen dieser Diözese war in Brixen untergebracht. Am 29. Juni 1922 empfing Josef Schwarz die Priesterweihe. Ein Jahr lang war er als Kooperator in Rabenstein, heute eine Fraktion der Gemeinde Moos in Passeier, wo er auch die Seelsorge für die Knappen auf dem Schneeberg innehatte.
Im Oktober 1923 ging er an das Studentenkonvikt Johanneum in Bozen und war dort fünf Jahre lang Präfekt. In der Folge wurde er Präfekt im neu gegründeten Knabenseminar mit Schule und Internat in Dorf Tirol, ebenfalls Johanneum genannt. Er bildete sich in seiner Zeit als Präfekt autodidaktisch vor allem in Geschichte und Kunstgeschichte fort. In der Folgezeit wirkte er an diesem Johanneum in Dorf Tirol etwa 40 Jahre lang als Professor.
Josef Schwarz starb am 20. März 1980. Er wurde am 24. März 1980 auf dem Friedhof von Mölten bestattet.

## Wirken
Schwarz veröffentlichte seit 1946 heimatkundliche Beiträge in verschiedenen Zeitschriften. Die meisten Artikel erschienen in der Südtiroler  landeskundlichen Monatszeitschrift Der Schlern. Im Beitrag Der hochwürdige Herr Kurat Siegfried Teßmann und Verschneid beschreibt er das Leben und Wirken des Priesters und Künstlers Siegfried Teßmann sowie den Möltener Ortsteil Verschneid.

## Schriften
- Ein Tschögglberger Künstler. In: Der Schlern. 1946, S. 374 (tessmann.it).
- Ein Südtiroler Bischof in Afrika (Uganda). Msgr. Johannes Greif aus Mölten. In: Der Schlern. 1953, S. 110 (tessmann.it).
- Die Schützenhauptleute Josef und Alois Schwarz von Mölten. Zwei um ihre Heimatgemeinde verdiente Männer vor 100 Jahren. In: Der Schlern. 1953, S. 111–113 (tessmann.it).
- Der Tschögglberg. In: Reinmichls Volkskalender. 1955, S. 133 ff.
- Der hochwürdige Herr Kurat Siegfried Teßmann und Verschneid. In: Der Schlern. Band 34, 1960, S. 423–425.
- Schuldirektor Josef Marini. Einem alten verdienten Schulmann zum Gedenken. In: Der Schlern. 1960, S. 391–393.
- Zwei Künstler aus Feldthurns. In: Der Schlern. 1968, S. 272–279.
- Das bischöfliche Seminar Johanneum. In: Der Schlern. 1968, S. 404–412.
- Bildhauer Gustav Gurschner aus Mölten. In: Der Schlern. 1970, S. 484–487.
- Notizen zur Geschichte des Tschögglberges. In: Der Schlern. 1973, S. 367–378.
- Langfenn. In: Der Schlern. 1973, S. 654–655.
- Das Karner-Bild. Das Paul-Schuster-Bild. In: Der Schlern. 1973, S. 438.

## Ehrungen und Auszeichnungen
- Ehrenbürger in seinem Heimatort Mölten (1972)
- Verdienstkreuz des Landes Tirol (1978)
- Namensgeber der Prof.-Josef-Schwarz-Straße in seinem Heimatort Mölten